# Contea di Colfax (Nebraska)
La contea di Colfax (in inglese Colfax County) è una contea dello Stato del Nebraska, negli Stati Uniti. La popolazione al censimento del 2000 era di 10 441 abitanti. Il capoluogo di contea è Schuyler.